# Vehicle

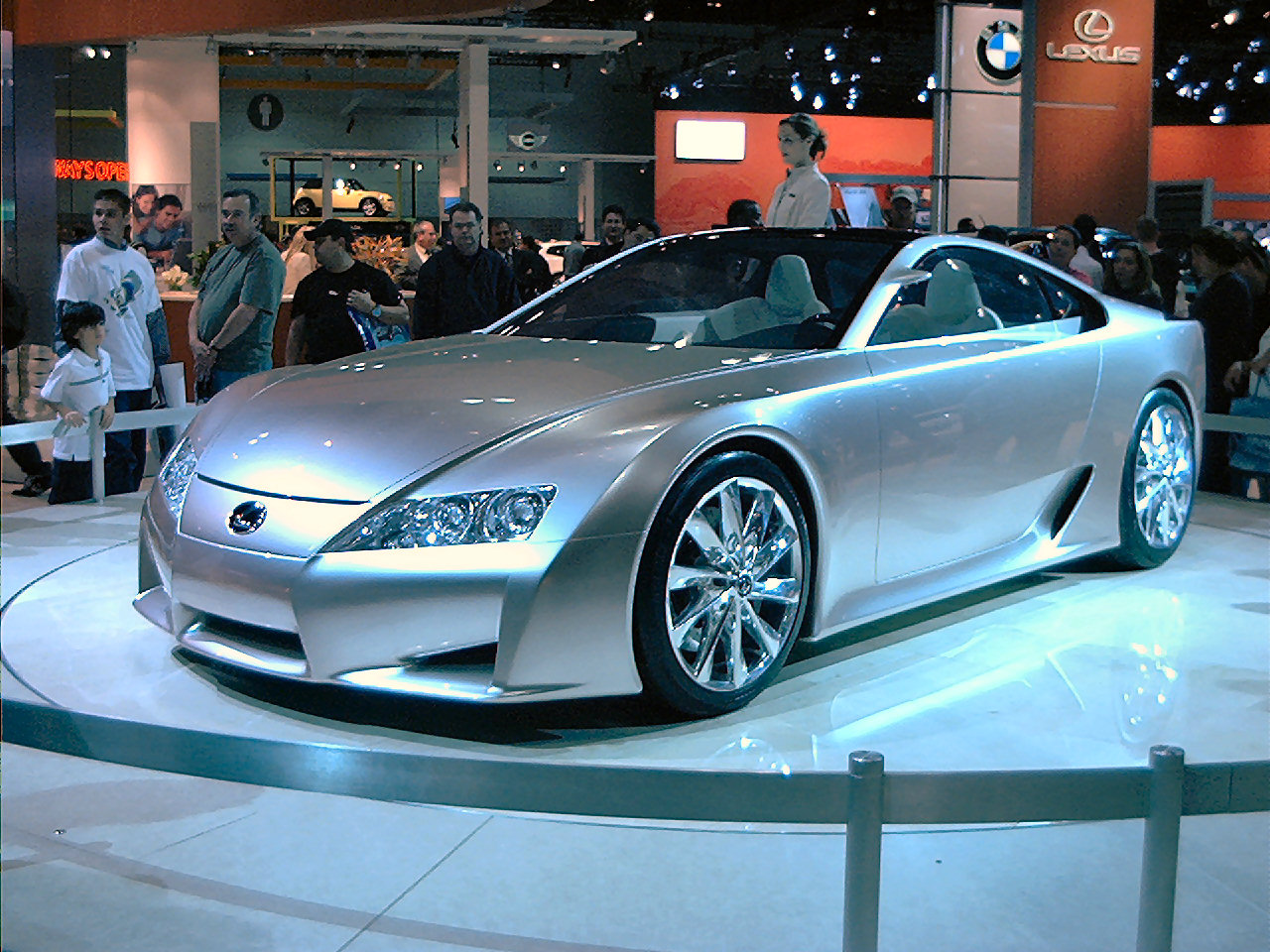
Un automòbil és un tipus de vehicle.

Un vehicle és una màquina que permet de transportar persones o objectes, especialment per terra. El terme "vehicle" prové del llatí vehiculum (que prové de vehere).
Quan trasllada persones o objectes, s'anomena vehicle de transport, per exemple tren, automòbil, camió, carro, vaixell, avió, etc. A l'àmbit de la comunicació, per a la transmissió d'informació s'utilitzen diversos mitjans, com el diari, televisió, Internet, etc. També s'anomenen vehicles els mitjans a través dels quals es pot contagiar una malaltia.

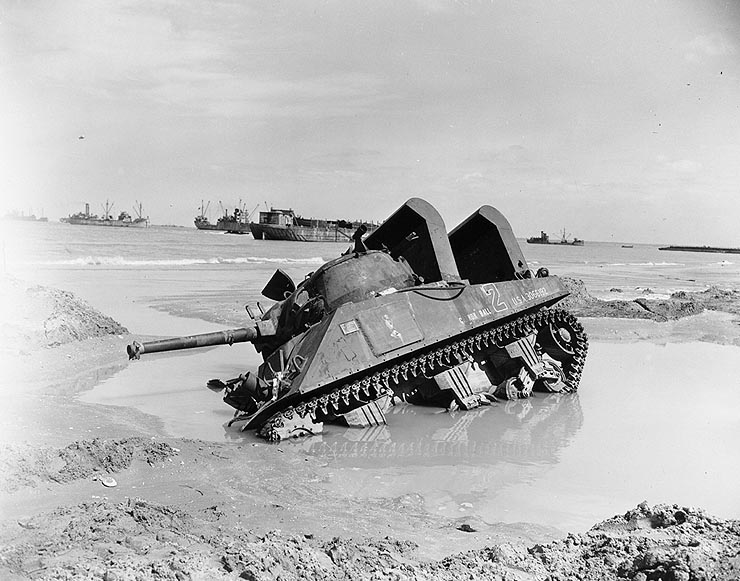
Un "M4 Sherman", un vehicle amfibi.

Els vehicles es poden classificar generalment en terrestres, aeris i marins. Els vehicles amfibis són aquells vehicles capaços de traslladar-se per aigua i terra. Fa poc es va crear un vehicle terrestre, aeri i marítim, anomenat Evolution Pod.

## Legislació
A la Unió Europea les classificacions dels tipus de vehicles estan definides per:
- Comissió Directiva 2001/116/EC del 20 de desembre de 2001, adoptant per al progrés tècnic el Consell de la Directiva 70/156/EEC amb l'aproximació de les lleis dels estats membres.[8]
- Directiva 2002/24/EC del Parlament Europeu i el Consell del 18 de març de 2002.

## Parc de vehicles a Catalunya
El 2013, el parc de vehicles a Catalunya era:
- Turismes: 3.326.900
- Camions i furgonetes: 771.408
- Motos: 706.117
- Autobusos: 8.444
- Tractors industrials: 24.314[9]

## Locomoció
La locomoció consisteix en un mitjà que permet el desplaçament amb poca oposició, una font d'energia per proporcionar l'energia cinètica necessària i un mitjà per controlar el moviment, com un fre i sistema de direcció. Amb diferència, la majoria dels vehicles utilitzen rodes que utilitzen el principi de rodament per permetre el desplaçament amb molt poca fricció de rodament.

### Font d'energia

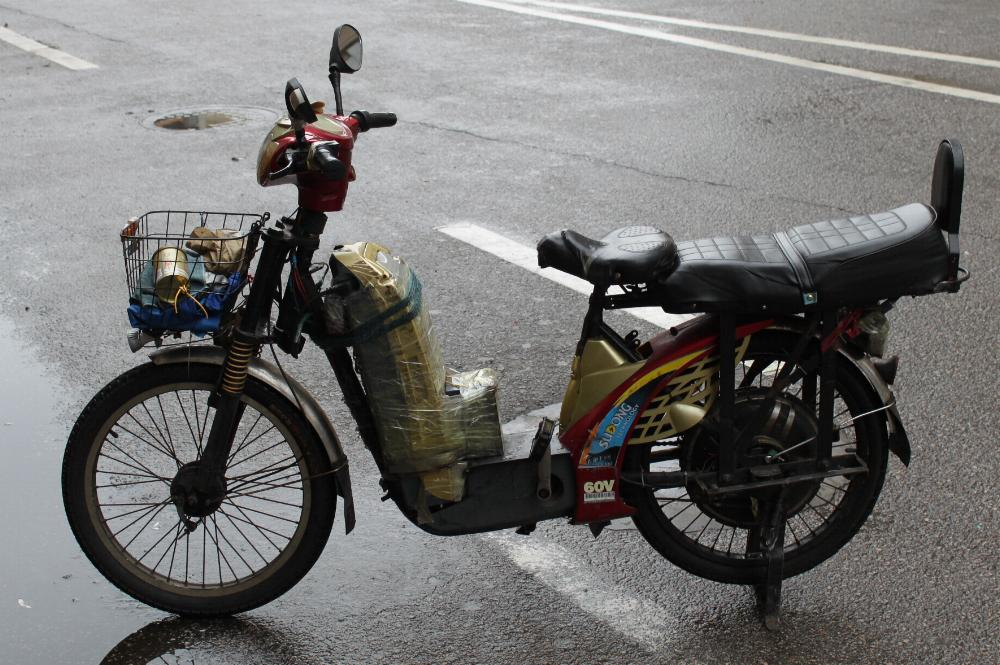
Una bicicleta elèctrica

És fonamental que un vehicle disposi d'una font d'energia per conduir-lo. L'energia es pot extreure de fonts externes, com en els casos d'un veler, un cotxe d'energia solar o un tramvia elèctric que utilitza línies aèries. També es pot emmagatzemar energia, sempre que es pugui convertir a demanda i la densitat energètica i la densitat de potència del medi d'emmagatzematge siguin suficients per satisfer les necessitats del vehicle.
La potència del cos humà és una simple font d'energia que no requereix res més que humans. Tot i que els humans no poden superar 500 W (0,67 CV) durant períodes significatius, el rècord de velocitat terrestre per a vehicles de propulsió humana (sense ritme) és de 133 km/h, en 2009 en una bicicleta reclinada.
El tipus més comú de font d'energia és el combustible. Els motors de combustió externa poden utilitzar gairebé qualsevol cosa que es cremi com a combustible, mentre que els motors de combustió interna i els motors de coets estan dissenyats per cremar un combustible específic, normalment gasolina, dièsel o etanol.
Un altre mitjà comú per emmagatzemar energia són les bateries, que tenen els avantatges de ser sensibles, útils en una àmplia gamma de nivells de potència, respectuoses amb el medi ambient, eficients, senzilles d'instal·lar i fàcils de mantenir. Les bateries també faciliten l'ús de motors elèctrics, que tenen els seus propis avantatges. D'altra banda, les bateries tenen densitats energètiques baixes, vida útil curta, rendiment baix a temperatures extremes, temps de càrrega llargs i dificultats per eliminar-les (tot i que normalment es poden reciclar). Igual que el combustible, les bateries emmagatzemen energia química i poden causar cremades i intoxicació en cas d'accident. Les bateries també perden efectivitat amb el temps. El problema del temps de càrrega es pot resoldre canviant les bateries descarregades per les carregades; no obstant això, això comporta costos de maquinari addicionals i pot ser poc pràctic per a bateries més grans. A més, hi ha d'haver bateries estàndard perquè el canvi de bateries funcioni en una benzinera. Les piles de combustible són similars a les bateries perquè es converteixen d'energia química a elèctrica, però tenen els seus propis avantatges i desavantatges.
Els carrils electrificats i els cables aeris són una font comuna d'energia elèctrica en metro, ferrocarril, tramvies i trolebusos.
L'energia solar és un desenvolupament més modern, i s'han construït i provat amb èxit diversos vehicles solars, inclòs l'Helios, un avió d'energia solar.
L'energia nuclear és una forma més exclusiva d'emmagatzematge d'energia, actualment limitada a grans vaixells i submarins, principalment militars. L'energia nuclear pot ser alliberada per un reactor nuclear, una bateria nuclear o bombes nuclears que es detonen repetidament. Hi ha hagut dos experiments amb avions de propulsió nuclear, el Tupolev Tu-119 i el Convair X-6.
La deformació mecànica és un altre mètode d'emmagatzematge d'energia, mitjançant el qual una banda elàstica o molla metàl·lica es deforma i allibera energia a mesura que es deixa tornar al seu estat fonamental. Els sistemes que utilitzen materials elàstics pateixen histèresi, i les molles metàl·liques són massa denses per ser útils en molts casos.
Els bateries inercials o volants emmagatzemen energia en una massa que gira. Com que un rotor lleuger i ràpid és energèticament favorable, els volants poden suposar un perill important per a la seguretat. A més, els volants d'inèrcia perden energia amb força rapidesa i afecten la direcció d'un vehicle a través de l'efecte giroscòpic. S'han utilitzat experimentalment en gyrobusos.
L'energia eòlica és utilitzada pels velers i els vehicles a vela com a font principal d'energia. És molt barat i bastant fàcil d'utilitzar, els principals problemes són la dependència del clima i el rendiment contra el vent. Els globus també depenen del vent per moure's horitzontalment. Els avions que volen al corrent en jet poden rebre un impuls dels vents de gran altitud.
El gas comprimit és actualment un mètode experimental per emmagatzemar energia. En aquest cas, el gas comprimit s'emmagatzema simplement en un dipòsit i s'allibera quan cal. Igual que els elàstics, tenen pèrdues per histèresi quan el gas s'escalfa durant la compressió.
L'energia potencial gravitacional és una forma d'energia que s'utilitza en planadors, esquís, bobsleds i molts altres vehicles que baixen turons. El frenat regeneratiu és un exemple de captura d'energia cinètica on els frens d'un vehicle s'augmenten amb un generador o altres mitjans per extreure energia.

### Motors
Quan cal, l'energia es pren de la font i es consumeix per un o més motors. De vegades hi ha un mitjà intermedi, com les bateries d'un submarí dièsel.
La majoria de vehicles de motor tenen motors de combustió interna (CI). Són bastant barats, fàcils de mantenir, fiables, segurs i petits. Com que aquests motors cremen combustible, tenen una llarga autonomia però contaminen el medi ambient. Un motor relacionat és el motor de combustió externa (CE). Un exemple d'això és la màquina de vapor. A part del combustible, les màquines de vapor també necessiten aigua, cosa que les fa poc pràctiques per a alguns propòsits. Les màquines de vapor també necessiten temps per escalfar-se, mentre que els motors CI solen funcionar just després d'engegar-se, encara que això no es recomana en condicions de fred. Les màquines de vapor que cremen carbó alliberen sofre a l'aire, provocant una pluja àcida nociva.

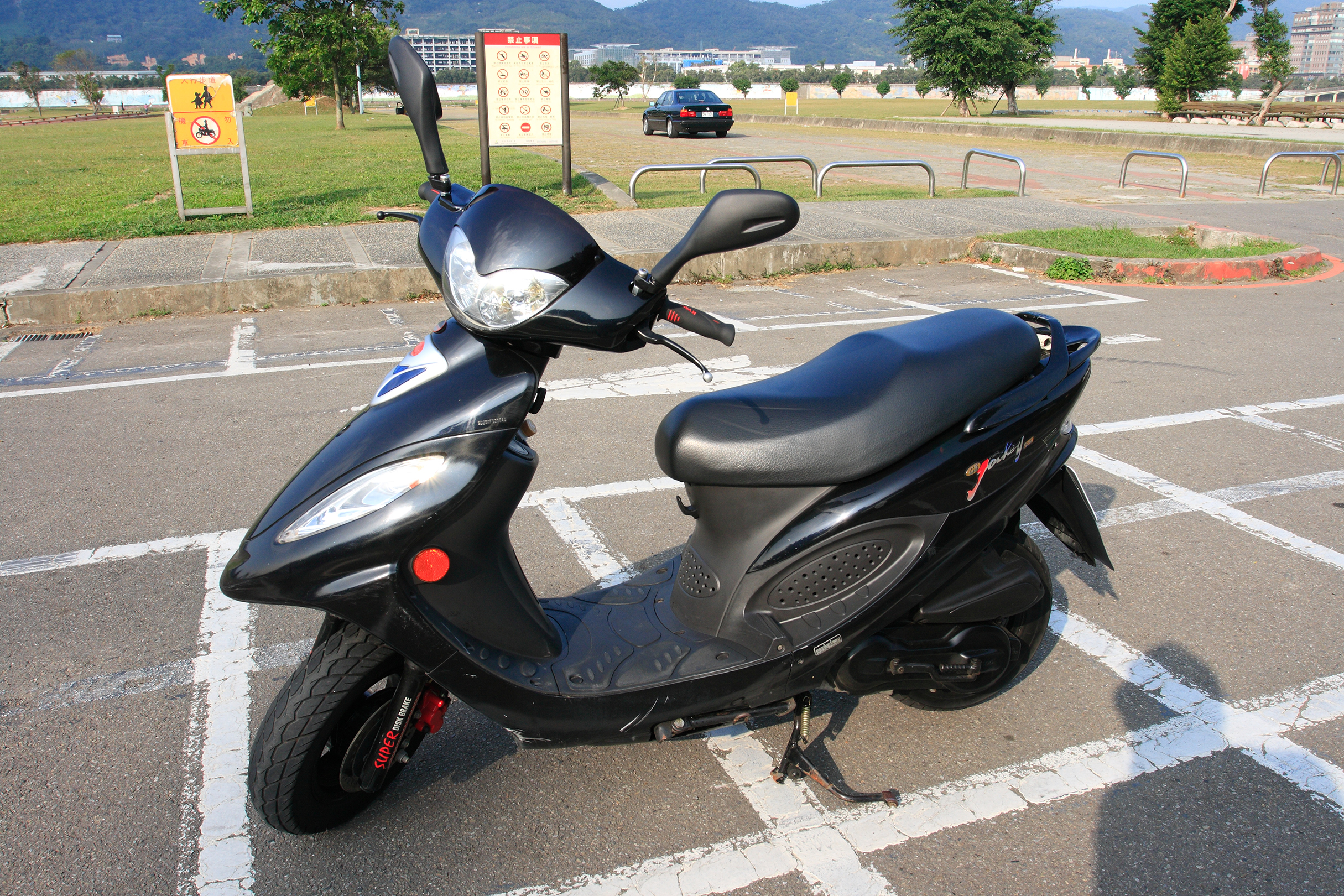
Un scooter modern.

Mentre que els motors de combustió interna intermitents van ser una vegada el mitjà principal de propulsió d'avions, han estat substituïts en gran manera pels motors de combustió interna contínua: les turbines de gas. Els motors de turbina són lleugers i, sobretot quan s'utilitzen en avions, prou eficients. D'altra banda, costen més i requereixen un manteniment acurat. També es poden danyar per la ingestió d'objectes estranys i produeixen un escapament calent. El tren que utilitza turbines s'anomena locomotora elèctrica-turbina de gas. Exemples de vehicles de superfície que utilitzen turbines són M1 Abrams, MTT Turbine SUPERBIKE i el Millennium. Els motors de pulsoreactor són semblants en molts aspectes als turborreactors, però gairebé no tenen peces mòbils. Per aquest motiu, antigament eren molt atractius per als dissenyadors de vehicles; tanmateix el seu soroll, la seva calor i la seva ineficiència ha portat al seu abandonament. Un exemple històric de l'ús d'un pulsoreactor va ser la bomba volant V-1. Els dolls de pols encara s'utilitzen ocasionalment en experiments d'aficionats. Amb l'arribada de la tecnologia moderna, el motor de detonació de polsos s'ha tornat pràctic i es va provar amb èxit en un Rutan VariEze. Tot i que el motor de detonació de polsos és molt més eficient que els motors de raig de pols i fins i tot de turbina, encara pateix nivells de soroll i vibració extrems. Els estatoreactors també tenen poques parts mòbils, però només funcionen a gran velocitat, de manera que el seu ús està restringit a helicòpters de rotor de reacció i avions d'alta velocitat com el Lockheed SR-71 Blackbird.
Els motors de coets s'utilitzen principalment en coets, trineus de coets i avions experimentals. Els motors de coets són extremadament potents. El vehicle més pesat que ha sortit mai del terra, el coet Saturn V, estava impulsat per cinc motors de coets F-1 que generaven una combinació de 180 milions de cavalls de potència. (134,2 gigawatts). Els motors de coet tampoc tenen necessitat de "impulsar" res, un fet que el New York Times va negar per error. Els motors de coets poden ser particularment simples, de vegades no consisteixen en res més que un catalitzador, com en el cas d'un coet de peròxid d'hidrogen. Això els converteix en una opció atractiva per a vehicles com els jetpacks. Malgrat la seva senzillesa, els motors de coets sovint són perillosos i susceptibles a les explosions. El combustible que esgoten pot ser inflamable, verinós, corrosiu o criogènic. També pateixen una baixa eficiència. Per aquests motius, els motors de coets només s'utilitzen quan és absolutament necessari.
Els motors elèctrics s'utilitzen en vehicles elèctrics com ara bicicletes elèctriques, patinets elèctrics, vaixells petits, metro, trens, troleibusos, tramvies i avions experimentals. Els motors elèctrics poden ser molt eficients: més del 90% d'eficiència és habitual. Els motors elèctrics també es poden construir per ser potents, fiables, de baix manteniment i de qualsevol mida. Els motors elèctrics poden oferir una gamma de velocitats i parells sense necessitat d'utilitzar una caixa de canvis (tot i que pot ser més econòmic utilitzar-ne una). Els motors elèctrics estan limitats en el seu ús principalment per la dificultat de subministrar electricitat.
Els motors de gas comprimit s'han utilitzat experimentalment en alguns vehicles. Són senzills, eficients, segurs, barats, fiables i funcionen en una varietat de condicions. Una de les dificultats que es troben quan s'utilitzen motors de gas és l'efecte de refrigeració del gas en expansió. Aquests motors estan limitats per la rapidesa amb què absorbeixen la calor del seu entorn. L'efecte de refrigeració pot, però, duplicar-se com a aire condicionat. Els motors de gas comprimit també perden eficàcia amb la caiguda de la pressió del gas.
Els motors d'ions s'utilitzen en alguns satèl·lits i naus espacials. Només són efectius al buit, la qual cosa limita el seu ús als vehicles espacials. Els propulsors d'ions funcionen principalment amb electricitat, però també necessiten un propulsor com el cesi, o més recentment el xenó. Els propulsors d'ions poden aconseguir velocitats extremadament altes i utilitzar poc propulsor; tanmateix tenen poca potència.

### Convertir energia en treball
L'energia mecànica que produeixen els motors i els motors s'ha de convertir en treball mitjançant rodes, hèlixs, broquets o mitjans similars.
A part de convertir l'energia mecànica en moviment, les rodes permeten que un vehicle rodi per una superfície i, amb l'excepció dels vehicles en vies, que pugui ser dirigit. Les rodes són una tecnologia antiga, amb exemplars descoberts de fa més de 5.000 anys. Les rodes s'utilitzen en una gran quantitat de vehicles, inclosos els vehicles de motor, els vehicles blindats de transport de personal, els vehicles amfibis, els avions, els trens, els monopatins i les carretons.
Les toveres s'utilitzen conjuntament amb gairebé tots els motors de reacció. Els vehicles que utilitzen toveres inclouen avions a reacció, coets i embarcacions personals.  Tot i que la majoria de toveres prenen la forma d'un con o campana, s'han creat alguns dissenys poc ortodoxos com ara l'aerospike. Algunes toveres són intangibles, com ara la tovera de camp electromagnètic d'un propulsor d'ions vectoritzat.
De vegades s'utilitzen cintes d'oruga en lloc de rodes per impulsar els vehicles terrestres. La banda contínua té els avantatges d'una àrea de contacte més gran, reparacions fàcils en petits danys i alta maniobrabilitat. Diversos exemples de vehicles que utilitzen via contínua són els tancs, les motos de neu i les excavadores. Dues bandes contínues que s'utilitzen juntes permeten la direcció. El vehicle més gran del món, el Bagger 288, és propulsat per cintes contínues.
Les hèlixs (així com els cargols, els ventiladors i els rotors) s'utilitzen per moure's a través d'un fluid. Les hèlixs s'han utilitzat com a joguines des de l'antiguitat, però va ser Leonardo da Vinci qui va idear el que va ser un dels vehicles propulsats per hèlixs més antics, el "cargol aeri". El 1661, Toogood & Hays van adoptar el cargol per utilitzar-lo com a hèlix de vaixell. Des de llavors, l'hèlix s'ha provat en molts vehicles terrestres, inclòs el tren Schienenzeppelin i nombrosos cotxes. En els temps moderns, les hèlixs són més freqüents en embarcacions i avions, així com en alguns vehicles amfibis com ara aerolliscadors i vehicles d'efecte terra. Intuïtivament, les hèlixs no poden funcionar a l'espai ja que no hi ha fluid de treball, però algunes fonts han suggerit que com que l'espai mai està buit, es podria fer que una hèlix que funcioni a l'espai.
De manera similar als vehicles d'hèlix, alguns vehicles utilitzen ales per a la propulsió. Els velers i els avions de vela són propulsats pel component de sustentació cap endavant generat per les seves veles/ales. Els ornitòpers també produeixen empenta aerodinàmicament. Els ornitòpers amb grans vores d'atac arrodonides produeixen sustentació per les forces d'aspiració de la vora d'atac.
Les rodes de pales s'utilitzen en algunes embarcacions més antigues i les seves reconstruccions. Aquests vaixells eren coneguts com a vaixells de paletes. Com que les rodes de pales simplement empenyen contra l'aigua, el seu disseny i construcció és molt senzill. El vaixell d'aquest tipus més antic en servei programat és el Skibladner. Moltes embarcacions de patí de pedals també utilitzen rodes de pales per a la propulsió.
Els vehicles propulsats per cargol són propulsats per cilindres semblants a un sensefi equipats amb bandes helicoïdals. Com que poden produir empenta tant a terra com a l'aigua, s'utilitzen habitualment en vehicles tot terreny. El ZiL-2906 va ser un vehicle propulsat per cargol de disseny soviètic dissenyat per recuperar cosmonautes del desert de Sibèria.

### Fricció
Tota o gairebé tota l'energia útil produïda pel motor es dissipa normalment com a fricció; per tant, minimitzar les pèrdues per fricció és molt important en molts vehicles. Les principals fonts de fricció són la fricció rodant i arrossegament de fluid (arrossegament per aire o arrossegament per aigua).
Les rodes tenen una fricció de rodament baixa i els pneumàtics donen una fricció de rodament baixa. Les rodes d'acer de les pistes d'acer són encara més baixes.
L'arrossegament aerodinàmic es pot reduir amb característiques de disseny racionalitzades.
La fricció és desitjable i important per proporcionar tracció per facilitar el moviment per terra. La majoria de vehicles terrestres depenen de la fricció per accelerar, desaccelerar i canviar de direcció. Les reduccions sobtades de la tracció poden provocar pèrdua de control i accidents.

## Dret de pas
Existeixen acords especials amb la propietat que permeten als vehicles moure's d'un lloc a un altre. Els més comuns són les autovies d'ús públic, per les quals els vehicles amb la llicència corresponent poden moure's lliurement. Aquestes autovies estan situades en terreny estatal i són gestionades pel govern. De manera similar, les rutes de pagament estan obertes al públic després de pagar un peatge. Aquestes rutes i el terreny on estan situades poden ser propietat de l'estat, propietat privada o una combinació d'ambdues. Algunes rutes són de propietat privada, però ofereixen accés al públic.

## Gestió
La majoria dels vehicles, amb l'excepció evident dels vehicles amb tanques, tenen almenys un mecanisme de direcció. Els vehicles amb rodes es dirigeixen girant les seves rodes davanteres o posteriors. El B-52 Stratofortress té un disseny especial on totes quatre rodes principals es poden girar en angle. Els trineus també es poden utilitzar per a la direcció, girant-los en angle, com en el cas dels snowmobiles. Les embarcacions, els vaixells, els submergibles, els dirigibles i els avions normalment tenen un timó per a la direcció. En un avió, els alerons s'utilitzen per inclinar l'avió per controlar la direcció, a vegades amb l'ajuda del timó de direcció.

## Embotellaments
Aproximadament la meitat dels embussos de trànsit són periòdics i es deuen a la gran congestió de trànsit; la major part del restant està relacionada amb accidents de trànsit, obres viàries i condicions meteorològiques. Incidents aïllats, com accidents o fins i tot una frenada brusca d'un sol vehicle en un flux suau, poden causar efectes d'ona, una fallada en cascada que després es propaga i crea un embús de trànsit sostingut quan normalment el flux podria continuar per algun temps.